# ヒョウタンゴミムシ
ヒョウタンゴミムシ（瓢箪塵虫）Scarites aterrimus Morawitz, 1863は、コウチュウ目（鞘翅目）・オサムシ科・ヒョウタンゴミムシ亜科に分類される昆虫の一種。ときにヒョウタンゴミムシ亜科（Scaritinae）の昆虫を総称してヒョウタンゴミムシと言うこともあるが、その場合は「ヒョウタンゴミムシ類」の意である。

## 特徴
分布
日本（北海道・本州・四国・九州）、朝鮮半島、中国。
形態
成虫の体長は15-20mm。体全体は光沢のある黒色だが、触角、口器の付属肢、脚の爪は赤みを帯びる。体前方（前胸と中胸の間）で強くくびれて“瓢箪型”となる。大顎が発達し、一見するとクワガタムシに似た形態を示す。発達した大顎は捕食のための、熊手状になった前肢脛節は巣穴を掘るための適応であると考えられている。前肢（前脚）の脛節は幅広くなり外側に5本の棘状突起があり、前胸は前角（両側の前端部）が前方に強く突出する。
生態
海浜性で、時に河原でも見られる。日中は砂地に掘った巣穴や打ち上げ物の下などに潜み、日没後に地表に出てハマベハサミムシなどの昆虫やオカダンゴムシなどの小型甲殻類の死骸を食べる。また動きの鈍い昆虫・甲殻類などを捕えて巣穴に持ち帰り捕食することもあり、飼育下ではヒロズキンバエの幼虫やオカダンゴムシの捕食も観察されているが、動きの速い生きたヒメハマトビムシやハマベハサミムシを捕食することは少なく、食性的にはスカベンジャー的な傾向が強い。これらの生態については山崎・杉浦（2006・2007）が報告している。また野外におけるハマダンゴムシに対する捕食行動の短い観察報告もなされている。
気性が荒く人間に対しても威嚇行動をとり縄張り意識も強く同種や近縁種と縄張りや餌を巡った争いを繰り広げる事があるがクワガタムシ同様に挟んで投げて追い払う程度で殺し合いにまで発展することはほとんどない。
甲虫であるため完全変態で、幼虫、蛹を経て成虫となる。幼虫も成虫とほぼ同様の生態であると考えられている。
日本では自然状態の砂浜が減少したことや、四輪駆動車などの海岸への乗り入れなどで生息環境が荒廃したことで生息地が減り、複数の県のレッドリストに挙げられている。

## ヒョウタンゴミムシ類
総称としてのヒョウタンゴミムシはヒョウタンゴミムシ亜科の昆虫を指すが、これらはオサムシ科の亜科ではなく、ヒョウタンゴミムシ科（Scaritidae）という独立した科で扱われることもある。日本からは4属27種ほどが記録されている。
ゴミムシ類の中でも特に地中に巣穴を掘って生活するのに特殊化した群であり、通常海浜の砂浜、水辺の泥地、畑といった植被に覆われない裸地の多い場所に生活している。大型種は20mm前後の種が多く体全体が黒色をしているが、数mm程度の小型種も多く、それらには褐色のものもある。頭部は大きく大顎は鋭くかつ長大に発達し、あたかもクワガタムシのようであるが、これは雄の闘争器官であるクワガタムシの大顎と異なり、獲物を捕食するための狩りの道具である。前胸と鞘翅に覆われた中胸、後胸、腹部の間は強くくびれて可動性が高く、巣穴の中での活動を助けている。ヒョウタンゴミムシの名はこのくびれによってあたかもヒョウタンの果実のような体形をしていることによる。前肢の脛節は頑丈な棘が発達して熊手状となり、これで巣穴を掘る。
ヒョウタンゴミムシ S. aterrimus や日本のゴミムシ類の中でも最大級の種であるオオヒョウタンゴミムシ S. sulcatus Olivier, 1795 は、その中でも特に海浜の砂地に多い。オオヒョウタンゴミムシは、砂浜の開発による減少などによって、各地で稀少になっている。また、これらより少し小柄なナガヒョウタンゴミムシ S. terricola pacificus Bates, 1873は畑でよく見られる。小型種の中には、沼などの水辺の泥に巣穴を掘って生活し、同様の環境でやはり巣穴を掘って生活しているハネカクシ科のカワベハネカクシ属 Bledius spp. の巣に侵入して捕食する習性を持つ種がいることが知られている。ヨーロッパのオオヒョウタンゴミムシについては、ファーブルが研究して『昆虫記』にも取り上げたことでも知られている。